# Гадюковые
Гадю́ковые змеи, или гадю́ки (лат. Viperidae), — семейство ядовитых змей. 
Все гадюковые имеют пару относительно длинных, полых внутри клыков, которые используются для выделения яда из ядовитых желёз, находящихся за верхней челюстью. Каждый из двух клыков расположен в передней части пасти на верхнечелюстной вращающейся взад-вперед кости. Когда не используются, клыки сложены назад и закрыты пленочной оболочкой. Левый и правый клыки вращаются независимо друг от друга. Во время схватки пасть открывается на угол до 180 градусов и кость вращается вперед, выпячивая клыки. Челюсти смыкаются при контакте, и сильные мышцы, находящиеся вокруг ядовитых желёз, сокращаются, выдавливая при этом яд из железы. Это действие мгновенно и является скорее ударом, чем укусом. Змеи используют этот механизм как для обездвиживания жертвы, так и для самообороны.
Голова у змей округло-треугольной формы, с притупленным носовым концом и сильно выпирающими вбок височными углами. На верхнем конце носа, между ноздрями, у некоторых видов имеются одиночные или парные выросты, образованные чешуйками. У других видов подобные выросты торчат над глазами, образуя нечто подобное рожкам. Глаза небольшие, с вертикальным (круглым у жабьих гадюк) зрачком. Зрачки могут как раскрываться во всю ширину глаза, так и смыкаться почти полностью, что позволяет змеям видеть при любом свете. Над глазами обычно выступает небольшой валик, образованный чешуями. Хорошо развитый валик придает змее серьёзный или даже злобный вид. Тело короткое, утолщенное — особенно в средней части. Хвост короткий. Окраска меняется сильно в зависимости от вида и среды обитания, но всегда покровительственная и скрывает змею на фоне ландшафта.
Гадюковые приспосабливаются к любому ландшафту вплоть до 3000 метров над уровнем моря и как правило ведут наземный образ жизни. Обычно змеи являются хищниками, предпочитающими ночной образ жизни. По сравнению с другими змеями считаются более медлительными, охотясь в основном в ночное время, атакуя добычу из засады. Питаются мелкими грызунами, земноводными, птицами, некоторыми насекомыми в зависимости от среды обитания. Укушенная жертва, как правило, погибает в течение нескольких минут от гемолитического воздействия. После этого змея заглатывает жертву.
Представители семейства распространены в Евразии, Африке, Северной и Южной Америке, отсутствуют в Австралии, на островах Океании, на Новой Гвинее и Мадагаскаре.
К гадюковым относился вымерший вид Laophis crotaloides, достигавший в длину 3-4 м и бывший крупнейшей из известных ядовитых змей.

## Классификация
На сентябрь 2018 года в семейство включают 344 вида в 3 подсемействах и 38 родах:
Подсемейство Azemiopinae Liem, Marx & Rabb, 1971
- Azemiops Boulenger, 1888 — Бирманские гадюки, или гадюки-феи

Подсемейство Crotalinae Oppel, 1811 — Ямкоголовые
- Agkistrodon Palisot de Beauvois, 1799 — Щитомордники
- Atropoides Werman, 1992
- Bothriechis Peters, 1859
- Bothrocophias Gutberlet & Campbell, 2001
- Bothrops Wagler, 1824 — Американские копьеголовые змеи, или ботропсы
- Calloselasma Cope, 1860
- Cerrophidion Campbell & Lamar, 1992
- Crotalus Linnaeus, 1758 — Гремучники
- Deinagkistrodon Gloyd, 1979
- Garthius Malhotra & Thorpe, 2004
- Gloydius Hoge & Romano-Hoge, 1981
- Hypnale Fitzinger, 1843 — Цейлонские щитомордники
- Lachesis Daudin, 1803 — Бушмейстеры, или сурукуку
- Mixcoatlus Jadin, Smith & Campbell, 2011
- Ophryacus Cope, 1887
- Ovophis Burger, 1981
- Porthidium Cope, 1871
- Protobothrops Hoge & Romano-Hoge, 1983
- Rhinocerophis Garman, 1881
- Sistrurus Garman, 1883 — Карликовые гремучники
- Trimeresurus Lacepede, 1804 — Азиатские копьеголовые змеи, или куфии, или ямкоголовые гадюки
- Tropidolaemus Wagler, 1830 — Храмовые куфии

Подсемейство Viperinae Oppel, 1811 — Гадюковые
- Atheris Cope, 1862 — Древесные африканские гадюки
- Bitis Gray, 1842 — Африканские гадюки
- Causus Wagler, 1830 — Жабьи гадюки
- Cerastes Laurenti, 1768 — Рогатые гадюки
- Daboia Gray, 1842
- Echis Merrem, 1820 — Эфы, или песчаные эфы
- Eristicophis Alcock, 1896 — Спорные гадюки
- Macrovipera Reuss, 1927 — Гигантские гадюки
- Montatheris Broadley 1996
- Montivipera Nilson et al., 1999
- Proatheris Broadley 1996
- Pseudocerastes Boulenger, 1896 — Ложнорогатые гадюки
- Vipera Laurenti, 1768 — Гадюки, или настоящие гадюки